# Carmine (Texas)
Carmine é uma cidade localizada no estado norte-americano do Texas, no Condado de Fayette.

## Demografia
Segundo o censo norte-americano de 2000, a sua população era de 228 habitantes.
Em 2006, foi estimada uma população de 230, um aumento de 2 (0.9%).

## Geografia
De acordo com o United States Census Bureau tem uma área de
4,3 km², dos quais 4,3 km² cobertos por terra e 0,0 km² cobertos por água. Carmine localiza-se a aproximadamente 132 m acima do nível do mar.

## Localidades na vizinhança
O diagrama seguinte representa as localidades num raio de 28 km ao redor de Carmine.